# Nikolaj Mikhailovitj af Rusland
Storfyrst Nikolaj Mikhailovitj af Rusland (russisk: Николай Михайлович Романов; tr. Nikolaj Mikhailovitj Romanov) (26. april 1850 – 28. januar 1919) var en russisk storfyrste, officer og historiker. Han var søn af storfyrst Mikhail Nikolajevitj af Rusland og prinsesse Cecilie af Baden. Storfyrst Nikolaj blev myrdet af bolsjevikkerne under den Russiske Revolution.